# Трубіївка
Трубі́ївка — село в Україні, у Ружинській селищній територіальній громаді Бердичівського району Житомирської області. Населення становить 251 осіб (2001).

## Географія
Селом протікає річка Роставиця.

## Історія
На околицях села виявили залишки поселень черняхівської культури.
З 1795 входив до Сквирського повітів Київської губернії
У 1923—59 роках — адміністративний центр колишньої Трубіївської сільської ради Ружинського району.

## Пам'ятки
Церква Святого Михайла (18-19 століття)